# Shoghakn
Shoghakn là một đô thị thuộc tỉnh Aragatsotn, Armenia. Dân số ước tính năm 2011 là 152 người.